# 옥정호수공원
옥정호수공원은 2007년 양주신도시가 개발되면서 함께 공사가 진행되어, 현재는 완공된 호수공원이다. 분수 시설, 야외 무대, 호수전망대 등의 시설이 있다.

## 주변 시설
- 옥정순환 자전거도로
- 율정마을13단지
- 옥정고등학교
- 옥정중학교
- 푸르지오아파트 9단지
- 양주 옥정 대방 노블랜드 1차
- 양주 옥정 대방 노블랜드 2차(건설중)
- 회천 4동 주민센터(자전거 도로 공사이후 가까워짐)